# Liceu (antiga Grècia)

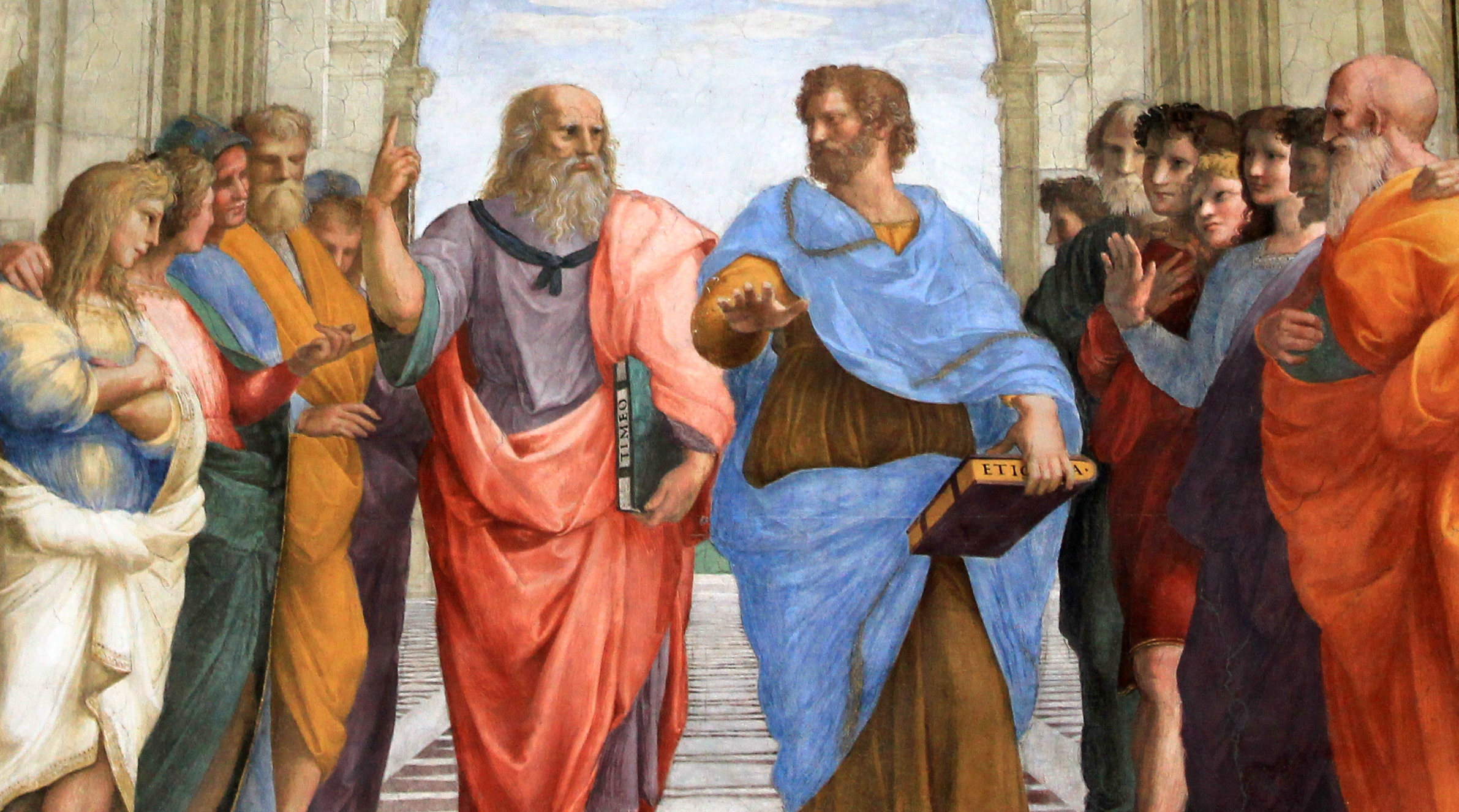
"Escola d'Atenes" de Rafael

El Liceu (en grec Λύκειον, Lýkeion) fou un gimnàs d'Atenes, a l'antiga Grècia, famós per la seva associació amb Aristòtil. El complex, que rebé el nom pel santuari d'Apol·lo Lýkeios, fou creat abans del segle vi aC. Posteriorment, l'any 335 aC Aristòtil, que s'havia format a l'Acadèmia platònica, hi fundà l'escola peripatètica. Més endavant l'escola seria encapçalada per Teofrast, Estrató de Làmpsac i Alexandre d'Afrodísies. L'any 86 aC l'escola fou assetjada pel general romà Luci Corneli Sul·la. Es desconeix la data exacta en què el Liceu deixà de ser utilitzat.
L'any 1996 fou redescobert, fruit de les excavacions per al nou Museu d'Art Modern d'Atenes.